# Araucaria goroensis
Araucaria goroensis és una espècie de conífera de la família Araucariaceae, endèmica de Nova Caledònia. Va ser descoberta al 2017 mitjançant un estudi molecular de seqüències nuclears i plastidials de Araucaria muelleri, tot i que un estudi posterior va confirmar que també posseeix caràcters morfològics distintius.

## Descripció
És un arbre monoic de fins a 30 m d'alçada, generalment amb un sol tronc recte, sense fulles excepte a la part més alta.
Araucaria goroensis s'assembla a Araucaria muelleri, però les fulles adultes estan més corbades i la superfície inferior és molt més brillant, i per els marges denticulats (no erosionats ni sencers) de les microsporofil·les, amb una punta molt més llarga i aguda (no curta i arrodonida).
A. goroensis també s'assembla a Araucaria rulei, però té fulles adultes més grans (normalment d'almenys 25 mm de llarg), les més grans es troben prop de la meitat de la branca, en lloc del terç inferior; també té un àpex menys agut (sovint arrodonit), amb els seus marges gairebé rectes, sense eixamplar en una zona basal; també té bràctees femenines més curtes i amb menys reflexos.

## Distribució i hàbitat
La distribució natural d'Araucaria goroensis es limita essencialment a tres zones conegudes, totes elles al municipi de Yaté a la província Sud: la Plateau Goro, la Rivière des Lacs i la zona al voltant de Mamié, on creixen a cotes d'entre 150 i 550 m. Creix en sòls àcids sobre roques ultramàfiques tant en boscos oberts com en selves tropicals denses. Les seves plantes acompanyants inclouen Dacrydium araucarioides (podocarpàcies), Gymnostoma deplancheanum (casuarinàcies), Dracophyllum ramosum, Styphelia pancheri (ambdues ericàcies) i Solmsia calophylla (timeleàcies).

## Perill i protecció
Araucaria goroensis està catalogada com a "En perill" a la Llista Vermella de la Unió Internacional per a la Conservació de la Natura (UICN). Està amenaçada ja que les poblacions individuals d'uns 2.000 exemplars sexualment madurs es limiten a una àrea d'uns 100 km² en una àrea de distribució total d'uns 500 km². A part de dos casos, una població més gran amb uns 200 arbres a Le Trou i una població mixta amb Araucaria muelleri amb uns 500 a 1000 exemplars a Mamié, cap de les masses forestals conté més de 50 arbres.
Com passa amb la majoria de les espècies de coníferes de Nova Caledònia, la mineria, principalment el níquel, i les activitats d'infraestructures associades representen la major amenaça. Cap de les subpoblacions es troba en àrees protegides. La llarga generació d'Araucaria goroensis (uns 400 anys), el creixement extremadament lent i la baixa fertilitat fan que aquesta espècie sigui molt més vulnerable en comparació amb altres espècies d'Araucaria. Els esdeveniments naturals com els incendis forestals o les sequeres suposen riscos addicionals.

## Taxonomia
Araucaria biramulata va ser descrita per R.R.Mill i Ruhsam i publicat a Edinburgh Journal of Botany 74: 125, a l'any (2017).
Etimologia
Araucaria: nom genèric que prové dels araucans.
goroensis: epítet geogràfic on el van trobar per primera vegada a l'altiplà de Goro de Nova Caledònia.